# SN 2006qx
SN 2006qx – supernowa typu Ia odkryta 22 października 2006 roku w galaktyce A010243+2741. Jej maksymalna jasność wynosiła 19,64m.